# Razzia (1927)
Razzia ist ein US-amerikanischer Kriminalfilm aus dem Jahr 1927 von Ray Enright mit Conrad Nagel und Myrna Loy in den Hauptrollen. Der Stummfilm wurde von Warner Bros. produziert und basiert auf den Kurzgeschichten Button, Button und Business Is Best von Arthur Somers Roche.

## Handlung
Mary Carlton, die mit ihrem kranken Vater, dem pensionierten Colonel Carlton, auf einer Baumwollplantage lebt, erhält einen Brief von ihrem Bruder Bob aus New York, in dem er erklärt, dass ihm der Tod auf dem elektrischen Stuhl droht, für ein Verbrechen, an dem er unschuldig zu sein behauptet. Entschlossen, ihn zu retten, reißt sie dorthin, erfährt von seiner Verbindung zu einer Unterweltbande und wird auf den Gangster Handsome Joe aufmerksam. Als Chicagoer Gangsterbraut getarnt, macht sie die Bekanntschaft von Joe und seinem Freund Big Steve Drummond. Drummond gibt für sie eine wilde Party in einem Kabarett, aber Handsome Joe schützt sie vor den Aufmerksamkeiten seines Freundes. Mary gelingt es, Drummond in einem Wutanfall ein Schuldgeständnis zu entlocken. Sie erfährt zudem, dass Joe ein verdeckter Ermittler ist. In einem Feuergefecht mit der Bande erzwingt Joe mit Hilfe der von Mary herbeigerufenen Polizisten deren Aufgabe.

## Hintergrund
Produktionsunterlagen im Warner-Bros.-Archiv der University of Southern California zufolge kaufte das Studio im Mai 1926 Arthur Somers Roches unveröffentlichte Geschichte „Business Is Best“ zusammen mit drei weiteren Geschichten. „Business Is Best“, die Grundlage von „The Girl from Chicago“, basierte teilweise auf Roches Kurzgeschichte „Button, Button“.
Frank X. Shaw arbeitete als Regieassistent.

## Veröffentlichung
Die Premiere des Films fand am 5. November 1927 statt. 1928 kam er im Deutschen Reich und in Österreich in die Kinos.
Da keine Kopien der sechs Filmrollen existieren, gilt der Film als verschollen.